# 蒙特莎
蒙特莎是一家中国乳业公司，总部位于江苏张家港。

## 历史
原名張家港市乳品廠，1990年改為現時名稱，並推出類似佛列羅金莎朱古力的「金莎Tresordore」朱古力系列。
2003年，佛列羅在中國起訴蒙特莎侵權，蒙特莎要賠償70萬元人民幣，但被天津市人民法院判敗訴，指蒙特莎在中國的知名度較佛列羅更大；2006年1月，佛列羅上訴得直，但北京最高人民法院架入，要求覆審，預料2007年1月會宣判。
在數年的審訊中，雙方爭論誰最先在中國發售，蒙特莎公司聲稱他們早於1990年已引入Tresordore朱古力，並委托本地公司設計及包裝，而佛列羅公司則指他們的朱古力早在1984年已在中國發售。對於兩者近似的包裝，蒙特莎的代表律師說該包裝在中國人民大多連古巴糖都還吃不起的文化大革命結束後的1970年代就已經設計好，誰發明它仍很難說。
該宗侵權官司引起歐盟普遍關注，2006年11月，英國駐歐盟代表及歐盟貿易專員比得.曼道深(Peter Mandelson)曾向中國商務部長薄熙來引用金莎官司，對中國的盜版及保護外資的法律表達關注。